# Jaromir de Bohême
Jaromir (en tchèque : Jaromír), mort le 4 novembre 1035 à Lysá, est un prince des Přemyslides, fils du duc Boleslav II de Bohême. Il fut duc de Bohême de 1004 à 1012 et de 1033 à 1034. La plus grande partie de son règne fut consacrée à combattre ses frères ainsi que les interventions de la Pologne et du Saint-Empire.

## Biographie
Jaromir est le deuxième fils du duc Boleslav II de Bohême et de sa seconde épouse, une certaine Hemma ou Emma de Mělník (parfois identifiée avec Emma d'Italie). À la mort de son père en 999, le fils aîné Boleslav III dit le Roux monte sur le trône. Très bientôt, il entra en conflit avec ses demi-frères cadets Jaromir et Ulrich (Oldřich) qui ont dû fuir à Ratisbonne en Bavière avec leur mère.
Vers la moitié de l'année 1002, une insurrection éclate en Bohême et le duc Boleslav III lui-même doit s'enfuir à la cour de son cousin le duc Boleslas Ier de Pologne. Boleslas tente d'imposer le noble Vladivoj (qui était probablement un membre d'une ligne collatérale des Přemyslides) comme souverain de Bohême. Ce prince est le premier souverain tchèque connu à s'être fait octroyer la Bohême en fief d'Empire par Henri II, roi des Romains mais il meurt peu après à force de beuveries. Jaromir et Ulrich ont reçu un appel de la noblesse bohémienne et ils revinrent à Prague.
Quelques jours plus tard, toutefois, les forces de Boleslas Ier de Pologne occupent la Bohême et le duc Boleslav III, rétabli avec l'aide polonaise, se venge sauvagement de l'aristocratie. Il perdit ainsi tout appui ; déchu, il est aveuglé et incarcéré à Cracovie jusqu'à sa mort en 1037. Boleslas Ier tente d'abord de constituer une alliance avec Jaromir mais se proclame lui-même ensuite duc, ce qui allait provoquer l'intervention du roi Henri II. Lors d'une campagne en Bohême, Jaromir est nommé l'héritier légitime du trône et prend le pouvoir en tant que duc en 1004. 
Il doit payer le soutien royal à son accession au trône par le resserrement des liens entre la Bohême et l'Empire et l'envoi d'un contingent armé aux campagnes contre les Milceni en 1004 ainsi que contre la Pologne en 1005, 1007 et 1010. Néanmoins, Henri II n'a rien entrepris lorsqu'en 1012 Jaromir est détrôné par son frère cadet Ulrich et doit fuir vers la Pologne pour sauver sa vie. Le nouveau duc a également approuvé la suprématie du roi germanique ; il réussit à s'imposer face aux nobles, à reconquérir les domaines de la Moravie, et à consolider l’État sous sa tutelle. Jaromir est placé en détention sous la surveillance de l'évêque d'Utrecht.
En 1032 cependant, Ulrich tombe dans la disgrâce de l'empereur Conrad II après qu'il ne se rend pas à une citation à comparaître devant la Diète de Mersebourg. Le suzerain charge son fils, le duc Henri VI de Bavière (le futur empereur Henri III) de procéder à la punition du récalcitrant. Ulrich se soumet et son fief confisqué est remis de nouveau à Jaromir. Toutefois, à Pâques 1034, Ulrich se présente à Mersebourg et se voit enjoindre d'exercer avec son frère Jaromir une suzeraineté conjointe sur la Bohême. Il en résulte une effroyable anarchie. Ulrich est décédé le 9 novembre. Jaromir finit par renoncer au trône de Bohême en faveur de son neveu Bretislav Ier, fils d'Ulrich. Il meurt un an plus tard, cruellement assassiné le 4 novembre 1035. 

## Sources
- Francis Dvornik, Les Slaves histoire, civilisation de l'Antiquité aux débuts de l'Époque contemporaine, Paris, éditions du Seuil, 1970, 1196 p.
- Jörg K. Hornsch et Françoise Laroche (traduction), Histoire de la Bohême, Paris, Éditions Payot, 1995 (ISBN 2228889229), p. 46-48.
- Pavel Bělina, Petr Čornej et Jiří Pokorný, Histoire des Pays tchèques, Paris, Éditions du Seuil, coll. « Points Histoire U 191 », 1995, 510 p. (ISBN 2020208105).
- (en) Nora Berend, Przemyslaw Urbanczyk, Przemislaw Wiszewski, Central Europa in the High Middle Ages. Bohemia -Hungary and Poland c.900-c.1300, Cambridge, Cambridge University Press, 2013 (ISBN 9780521786959), p. 141-142.